# ئی‌ام‌دی اس‌دی۲۸
ئی‌ام‌دی اس‌دی۲۸ (انگلیسی: EMD SD28) یک لوکوموتیو دیزلی ساخت شرکت جنرال موتورز الکترو-موتیو دیویژن بوده است.
این لوکوموتیو که مابین سال‌های ۱۹۶۵ تا ۱۹۶۶ تولید می‌شده دارای ۱۶ سیلندر و ۱۸۰۰ اسب بخار قدرت بوده است.